# Lydia Valentín
Lydia Valentín Pérez, née le 10 février 1985, est une haltérophile espagnole.

## Carrière
Aux Jeux olympiques d'été de 2012, elle termine 4e en moins de 75 kg mais récupère en 2019 la médaille d'or après la disqualification pour dopage des trois athlètes composant le podium : la Kazhake Svetlana Podobedova, la russe Natalia Zabolotnaya et la biélorusse Iryna Kulesha.

## Palmarès

### Jeux olympiques
- 2016 à Rio de Janeiro
  -  Médaille de bronze en moins de 75 kg.
- 2012 à Londres
  -  Médaille d'or en moins de 75 kg.
- 2008 à Pékin
  -  Médaille d'argent en moins de 75 kg.

### Championnats du monde
- 2017 à Anaheim
  -  Médaille d'or en moins de 75 kg.
- 2013 à Wrocław
  -  Médaille de bronze en moins de 75 kg.

### Championnats d'Europe
- 2018 à Bucarest
  -  Médaille d'or en moins de 75 kg.
- 2017 à Split
  -  Médaille d'or en moins de 75 kg.
- 2015 à Tbilissi
  -  Médaille d'or en moins de 75 kg.
- 2014 à Tel Aviv
  -  Médaille d'or en moins de 75 kg.
- 2013 à Tirana
  -  Médaille d'argent en moins de 75 kg.
- 2012 à Antalya
  -  Médaille d'argent en moins de 75 kg.
- 2011 à Kazan
  -  Médaille de bronze en moins de 75 kg.
- 2010 à Minsk 
  -  Médaille de bronze en moins de 75 kg.
- 2009 à Bucarest
  -  Médaille de bronze en moins de 75 kg.
- 2008 à Lignano Sabbiadoro
  -  Médaille d'argent en moins de 75 kg.
- 2007 à Strasbourg
  -  Médaille de bronze en moins de 75 kg.